# Oliba Cabreta
Oliba o Oliva, detto Cabreta; Oliba anche in spagnolo, in portoghese e in galiziano, in francese. in catalano e in latino (920 circa – Montecassino, 990), fu conte della Cerdanya e di Conflent e di Besalú dal 965 alla sua morte.
Oliba era detto Cabreta per una difficoltà fisica che gli impediva di esprimersi.

## Origine
Oliba, secondo il Gesta Comitum Barchinonensium, era il figlio maschio terzogenito del Conte di Cerdanya, di Conflent e di Besalú, Miró II e di Ava (?-prima del 26 febbraio 961, data in cui secondo lo storico catalano, Pròsper de Bofarull i Mascaró, Ava risultava defunta), che, secondo alcune fonti era discendente dei conti di Ribagorza.

Miró II di Cerdanya era il figlio maschio terzogenito del Conte di Urgell, della Cerdanya, di Gerona, di Conflent, d'Osona, e di Barcellona, Goffredo il Villoso e di Guinidilda († prima del 904), originaria delle Fiandre, sia secondo la Crónica de San Juan de la Peña, che secondo l'Ex Gestis Comitum Barcinonensium (secondo la storica britannica Alison Weir, nel suo libro:Britain's Royal Families: The Complete Genealogy -latest edition, 2002-, era figlia di Baldovino I delle Fiandre e di Giuditta, la figlia del re dei Franchi occidentali, Carlo il Calvo). Mentre alcuni storici catalani sostengono che fosse d'origine catalana, forse figlia di Mirò I (quindi nipote di Goffredo il Villoso) conte di Rossiglione, oppure di Borrell, Conte di Cerdagna, Urgell e Osona oppure ancora di Sunifredo. Quindi Mirò II era fratello dei conti di Barcellona, Goffredo II Borrell I, Sunyer e del Conte di Urgell, Sunifredo II.

La penisola iberica nella prima metà del X secolo. La marca di Spagna è vassallo del regno di Francia

## Biografia
Secondo il Gesta Comitum Barchinonensium, suo padre Mirò II, morì nel 929 e, nella Cerdanya gli succedette suo fratello primogenito, Sunifredo come Sunifredo II. Mirò fu sepolto nel monastero di Ripoll. Secondo il Chronicon alterum Rivipullense, invece morì nel 928, data confermata anche dallo storico catalano, Pròsper de Bofarull i Mascaró, nel suo Los condes de Barcelona vindicados, Tome I, che riporta che Mirò aveva redatto un testamento nel 926.

La contea di Besalù fu governata dal fratello, il secondogenito, Goffredo, sino alla sua morte avvenuta nel 957.
Oliba compare, assieme alla madre, Oliva, in un documento di compravendita del giugno del 936.
Dopo aver raggiunto la maggiore età, intorno al 938, Oliba iniziò a collaborare con il fratello Sunifredo II nel governo della Cerdagna.
Oliba, nel 941, fece una donazione assieme alla madre, Ava e ai tre fratelli maschi, Sunifredo, Goffredo e Miró (Ava comitissa et filiis meis Seniofredus comes et Wifredus comes et Oliba comes et Miro levita), come da documento n° LXXVI, della Marca Hispanica sive Limes Hispanicus.
Oliba, assieme ai fratelli partecipò alla fondazione del monastero di Sant Pere a Camprodon.
Nel febbraio 952, Oliba si recò a Reims, assieme ai fratelli dove al re di Francia, Luigi IV, chiesero sovvenzioni per il monastero di Camprodon e le proprietà del visconte Unifredo, colpevole di tradimento; dopo aver ottenuto entrambe le richieste, suo fratello, Goffredo II rese omaggio al re di Francia, e fu l'ultimo conte catalano a farlo.
Nel 957 il conte di Barcellona, Borrell II istigò una rivolta contro Goffredo II di Besalú per ottenere il controllo della contea. Goffredo II, sostenuto dai suoi fedeli, combatté contro i ribelli, ma la loro superiorità fece rifugiare il conte nel castello di Besalú, e, quando cercò di fuggire, fu catturato e ucciso durante la fuga. Tuttavia, Borrell II di Barcellona non riuscì a impadronirsi della contea, poiché Sunifredo II continuò la lotta, sconfisse e sottomise i ribelli e, senza attendere l'intervento reale, confiscò i loro possedimenti.

Da quel momento fino alla sua morte, Sunifreddo II governò tutti i territori che in precedenza erano stati uniti dal padre, sebbene fosse occasionalmente assistito dal fratello Oliva, come conferma il documento n° XI del Cartulaire roussillonnais, datato 966, in cui Oliba, viene citato come conte di Besalù (Oliba dei gratia comes Bisuldun).
Oliba viene citato, assieme al fratello, Sunifredo, nel documento n° MMCXXXI del Colección diplomática del Condado de Besalú, datato 960, inerente ad una donazione.
Nel 966, suo fratello, Sunifredo II fece un'ultima donazione all'abbazia di Arles-sur-Tech, come da documento n° CV della Appendix della Marca Hispanica sive Limes Hispanicus, dove si era ritirato e dove, ancora secondo il documento n° CIV dell'Appendix della Marca Hispanica sive Limes Hispanicus, nel mese di ottobre, aveva fatto testamento, indicando come suoi eredi i fratelli Oliba (fratre meo Olibane) e Miró (fratri meo Mironi).
Suo fratello, Sunifredo II, morì verso il 968, come riporta il Bofarull, e, nei suoi titoli gli succedettero entrambi i fratelli, Oliba e Mirò.
In questo periodo, nel 968, Oliba I, assieme all'abate del monastero di     fece un viaggio a Roma dove papa Giovanni XIII concesse loro due bolle, una per il monastero di Arles e un'altra per quello di Cuixà.
Oliba assieme al fratello Sunifredo II (cum fratribus nostro domno Olibano ac Seniofredo comitibus), ed al terzo fratello Miró, vescovo e conte (Miro nutu Dei Gerundensis ecclesiæ humilis episcopus ac comes Bisuldunensis) era stato tra i fondatori del Monastero di San Pietro di Besalú (Fundatio Monasterii sancti Petri Bisuldunensis), come riporta il documento n° XXIV della Espana Sagrada XLIII, datato 24 novembre 977, giorno dell'inaugurazione.
Nel 979, Oliba invase le terre del conte Ruggero I di Carcassonne, ma pur avendo avuto qualche successo, nel 981, venne sconfitto, come riporta la Historia de España de la Edad Media (non consultata);  comunque il conflitto fu risolto con la cessione di Capcir alla Cerdagna.

Poco dopo, nella regione vicino al marchio di Solsona, a sud del Berguedà, i vicari dei castelli di Viver ed Estela guidarono una rivolta che fu presto soffocata. Intorno a quelle date Oliba fu costretto a sedare una rivolta contro di lui da parte dei signori dei castelli di Viver ed Estela, nella zona vicino al marchio di Solsona.
Suo fratello, Mirò, morì nel 984, come riporta il Chronicon alterum Rivipullense (984. obitum Mironis episcopi, filii Mironis comitis); Oliba rimase l'unico conte di tutti i domini.
Il conte Oliba aveva condotto una vita rischiosa, irta di crimini. Alla fine dei suoi giorni cercò la confessione di Romualdo, eremita con fama di santo e, non trovando altra via di salvezza che abbandonare il mondo e fare vita monastica. Nel febbraio del 988, con quindici muli carichi di ricchezze, prese la strada per l'Italia per entrare nel monastero di Montecasino, dove si ordinò monaco e risiedette fino alla morte; anche il Bofarull riporta che Oliba, nel 988, andò a Montecassino e indossò l'abito talare, dopo aver abdicato, lasciando la contea di Besalú a Bernardo, la Contea di Cerdanya a Goffredo e la contea di Berga a Oliva.

Prima di lasciare la Catalogna, Oliba aveva fatto un'offerta affinché i suoi figli fossero sotto la protezione di papa Giovanni XV.
Il Bofarull riporta che Oliba morì nel 990 e fu tumulato a Montecassino; la morte nel 990 viene confermata sia dal Chronicon alterum Rivipullense (990. Obiit Olibanus Capreta comes), che dalle Gesta Comitum Barchinonensium.

## Matrimonio e discendenza
Verso il 960, Oliba aveva sposato Ermengarda d'Empúries, di cui non si conoscono gli ascendenti, come conferma i Bofarull. Numerosi documenti, riguardanti per lo più donazioni confermano il matrimonio di Oliba e Ermengarda: il Bofarull ne ricorda uno del 967, in cui gli sposi chiedono in cambio, la grazia di avere figli, che è riportato nel Diplomatari i escrits literaris de l'abat i bisbe Oliba (Oliba comes et marchio et uxor mea Ermengarda); nel 975, anche assieme al cognato, Mirò (Oliba gratia Dei comes et uxor mea Ermengardis et Miro episcopus); nel 981 (Oliba comes et coniux mea Ermengards); tre, nel 988: (Oliba, gratia Dei comes, et Ermengardis comitissa), (Oliba, gratia Dei comes, et Ermengards comitissa) e (Oliba gratia Dei comes et Ermengards comitissa).

Nel 977, Ermengarda (Ermengardæ comitissæ) aveva dato l'approvazione ad una donazione alla chiesa di Besalù, fatta dal cognato Mirò (Miro ejus nutu Comes atque Episcopus).

Dopo la partenza per l'Italia di Oliba Cabreta, Ermengarda si prese cura di tutte le contee e anche nei suoi primi anni di vedovanza, partecipò al governo dei loro stati.

Venuta a conoscenza della morte del marito, Oliba, Ermengarda, assieme al figlio Oliva fece una donazione in suffragio dell'anima del marito (Ermengardis, gratia Dei comitissa, cum suo prole Olibane).

Ermengarda morì poco dopo il 995, anno in cui viene citata in un documento, il n° 38 del Diplomatari del monestir de Santa Maria de Serrateix, assieme al figlio il conte Oliva (Ermengardis comitissa una cum prole meo Olibane gratia Dei comes), fece una donazione al monastero di Santa Maria de Serrateix; infatti il figlio, Oliva (Oliba gratia Dei comes), secondo il documento n° 2 del Diplomatari del monestir de Sant Pere de la Portella fece poi, nel 997, una donazione al monastero in oggetto, senza la madre.

Oliba da Ermengarda ebbe cinque figli:
- Bernardo Tallaferro (970 circa - 1020 circa), conte di Besalú[4]
- Goffredo (970 circa - 1050 circa), Conte di Cerdanya[4]
- Oliva (971 circa - 1046), vescovo de Vic[34]
- Berengario († 1003), vescovo di Elna[34]
- Adelaide[2][18][19] († 1024), sposata con Juan de Oriol, signore di Ogassa.

Oliba dall'amante Ingeberga de Besora ebbe una figlia illegittima:
- Ingeberga (†  1046), badessa del monasterio de San Juan de las Abadesas.[2][18][19]

### Fonti primarie
- (LA)  Rerum Gallicarum et Francicarum Scriptores, Tomus IX.
- (LA)  Viage literario a las iglesias de España. Tomo 5.
- (LA)  Colección diplomática del Condado de Besalú, tomus XV.
- (LA)  España Sagrada Tomo XLIII.
- (LA)  Marca Hispanica sive Limes Hispanicus.
- (LA)  Histoire Générale de Languedoc, Tome V, Preuves.
- (LA)  Cartulaire roussillonnais.
- (LA)  Diplomatari i escrits literaris de l'abat i bisbe Oliba.
- (LA)  Diplomatari del monestir de Santa Maria de Serrateix Archiviato il 2 dicembre 2020 in Internet Archive.
- (LA)  Diplomatari del monestir de Sant Pere de la Portella Archiviato il 16 aprile 2021 in Internet Archive.
- (LA)  Crónica de San Juan de la Peña.

### Letteratura storiografica
- Rafael Altamira, Il califfato occidentale, in «Storia del mondo medievale», vol. II, 1999, pp. 477–515.
- René Poupardin, I regni carolingi (840-918), in «Storia del mondo medievale», vol. II, 1999, pp. 583–635.
- Louis Alphen, Francia: gli ultimi Carolingi e l'ascesa di Ugo Capeto (888-987), in <<Storia del mondo medievale>>, vol. II, 1999, pp. 636–661.
- (ES)  Bofarull i Mascaró, Los condes de Barcelona vindicados, Tome I,.